# Градац
Градац (на сръбски: Gradac) е средновековен манастир в Поибрието, западна Сърбия, разположен на възвишение над река Градачке, в края на гористите склонове на планината Голия.
Построен е през 1277 – 1282 година като задушбина на кралица Елена Анжуйска. През Османската епоха манастирът запада и е изоставен, като в началото на XX век е в развалини. Манастирската църква е възстановена в средата на XX век.